# Fundación Tzedaká de Argentina
Fundación Tzedaká de Argentina es una Organización de la Sociedad Civil (OSC) de la comunidad judía de argentina creada el 19/03/1991. Actúa en el campo social y en la recaudación de fondos para la realización de programas sociales. Es la principal institución de ayuda social de la comunidad judía argentina.

## Trabajo
Su nombre significa Justicia y Solidaridad, y representa uno de los valores esenciales del judaísmo. Trabaja en las áreas de Niñez, Salud, Vivienda, Vejez y Educación asistiendo a casi 10 000 personas en forma directa y a otros miles a través de la donación permanente de medicamentos a hospitales, del trabajo asociado con organizaciones sociales y de programas conjuntos con el Estado Nacional, la Ciudad de Buenos Aires y la Provincia de Buenos Aires. En 1998 recibió un Premio Konex al mérito.
Realiza diferentes actividades solidarias.
Durante el 2014 participó del Programa de Mejoramiento de Viviendas con financiamiento del Ministerio Nacional de Planificación.
Trabaja en colaboración con Cáritas Argentina.